# Stjepan Štefi Pisek
Stjepan Štefi Pisek (Trebinje, 1892. – 1979.) je hrvatski glumac i redatelj. Rodio se u Trebinju. 
Igrao je u nekoliko filmova gdje ima i nekoliko značajnih uloga. Poznat je po ulogama fra-Žvalonja u filmu Bakonja fra Brne (1951); Barba u Milijuni na otoku (1955) i kao profesor u filmu Zle pare (1956); Putnici sa Splendida (1956); i Mirisi, zlato i tamjan (1971) te kao Paron Antonjo-Čimavica u kultnoj TV seriji Naše malo misto (1970/71).